# Erik Čikoš
Erik Cikos (Bratislava, Eslovaquia; 31 de julio de 1988) es un futbolista eslovaco. Juega de defensa y su equipo actual es el Puszcza Niepołomice de la I Liga de Polonia.

## Trayectoria
Cikos jugó en las categorías inferiores del Inter Bratislava, debutó por primera vez en 2005 y se mantuvo en el equipo hasta 2008. 

## Clubes
| Club                 | País       | Año               |
| -------------------- | ---------- | ----------------- |
| Inter Bratislava     | Eslovaquia | 2005 - 2009       |
| Petržalka            | Eslovaquia | 2009 - 2010       |
| Wisla Kraków         | Polonia    | 2010 - 2011       |
| Slovan Bratislava    | Eslovaquia | 2011 - 2015       |
| Ross County          | Escocia    | 2015 - 2017       |
| Monopoli             | Italia     | 2017              |
| FK Senica            | Eslovaquia | 2017              |
| Slovan Bratislava    | Eslovaquia | 2017 - 2018       |
| Debrecen             | Hungría    | 2018 - 2019       |
| Slovan Bratislava    | Eslovaquia | 2017 - 2018       |
| Debrecen             | Hungría    | 2019              |
| Slovan Bratislava II | Eslovaquia | 2019              |
| Puszcza Niepołomice  | Polonia    | 2020 - actualidad |